# Liste de prénoms nord-amérindiens
 (février 2017).
Si vous disposez d'ouvrages ou d'articles de référence ou si vous connaissez des sites web de qualité traitant du thème abordé ici, merci de compléter l'article en donnant les références utiles à sa vérifiabilité et en les liant à la section « Notes et références ».
La liste de prénoms nord-amérindiens vise à lister des prénoms tirant leur origine des peuples amérindiens.
- Haut – A
- B
- C
- D
- E
- F
- G
- H
- I
- J
- K
- L
- M
- N
- O
- P
- Q
- R
- S
- T
- U
- V
- W
- X
- Y
- Z

| Prénom                        | genre                       | signifie                                               | tribu                                  | peuple           |
| ----------------------------- | --------------------------- | ------------------------------------------------------ | -------------------------------------- | ---------------- |
| Abequa                        | féminin d'origine           | Fleur                                                  | Algonquien                             | [réf nécessaire] |
| Abey                          | féminin                     | feuille                                                | Omaha                                  | Sioux            |
| Abeytu                        | féminin                     | feuille verte                                          | Omaha                                  | Sioux            |
| Adriel                        | masculin                    | castor ou symbole d'adresse                            | [réf nécessaire]                       | [réf nécessaire] |
| Adsila                        | féminin                     | reste à la maison                                      | [réf nécessaire]                       | [réf nécessaire] |
| Aiyanna                       | féminin                     | fleur éternelle                                        | [réf nécessaire]                       | [réf nécessaire] |
| Ama                           | féminin                     | eau                                                    | [réf nécessaire]                       | Cherokee         |
| Amarok                        | féminin                     | loup                                                   | [réf nécessaire]                       | [réf nécessaire] |
| Anaba                         | féminin                     | elle rentre de la bataille                             | [réf nécessaire]                       | [réf nécessaire] |
| Angeni                        | féminin                     | ange                                                   | potawatomi ou en ojibwé (entre autres) | [réf nécessaire] |
| Anoki                         | masculin                    | comédien                                               | [réf nécessaire]                       | [réf nécessaire] |
| Aponi                         | féminin                     | papillon                                               | [réf nécessaire]                       | [réf nécessaire] |
| Aquene                        | féminin                     | paix                                                   | [réf nécessaire]                       | [réf nécessaire] |
| Asha                          | féminin                     | espoir                                                 | [réf nécessaire]                       | [réf nécessaire] |
| Ashaisha                      | féminin                     | espoir protecteur                                      | [réf nécessaire]                       | [réf nécessaire] |
| Atasá:ta                      | masculin                    | [réf nécessaire]                                       | [réf nécessaire]                       | Mohawk           |
| Ayanna                        | féminin                     | innocence                                              | [réf nécessaire]                       | [réf nécessaire] |
| Bena                          | féminin                     | faisan                                                 | [réf nécessaire]                       | [réf nécessaire] |
| Bly                           | masculin                    | grand                                                  | [réf nécessaire]                       | [réf nécessaire] |
| Canaqueese                    | masculin                    | [réf nécessaire]                                       | [réf nécessaire]                       | Mohawk           |
| Chayton                       | masculin                    | faucon                                                 | [réf nécessaire]                       | Sioux            |
| Chenoa                        | féminin                     | colombe blanche                                        | [réf nécessaire]                       | Cherokee         |
| Cheyanne                      | féminin                     | oratrice inintelligible                                | [réf nécessaire]                       | Cheyenne         |
| Cheyenne                      | mixte                       | orateur inintelligible                                 | Epicène                                | Cheyenne         |
| Chilali                       | féminin                     | oiseau de neige                                        | [réf nécessaire]                       | [réf nécessaire] |
| Chimalis                      | féminin                     | oiseau bleu                                            | [réf nécessaire]                       | [réf nécessaire] |
| Cholena                       | féminin                     | oiseau                                                 | [réf nécessaire]                       | [réf nécessaire] |
| Chumani                       | féminin                     | goutte de rosée                                        | [réf nécessaire]                       | Sioux            |
| Coahoma                       | féminin                     | panthère rouge                                         | [réf nécessaire]                       | Chacta           |
| Dena                          | féminin                     | vallée                                                 | [réf nécessaire]                       | [réf nécessaire] |
| Dezba                         | féminin                     | qui va à la guerre                                     | [réf nécessaire]                       | Navajo           |
| Doli                          | féminin                     | oiseau bleu                                            | [réf nécessaire]                       | Navajo           |
| Donoma                        | féminin                     | le soleil est là                                       | Omaha                                  | Sioux            |
| Dyani                         | féminin                     | cerf                                                   | [réf nécessaire]                       | [réf nécessaire] |
| Ehawee                        | féminin                     | elle rit                                               | tribus Dakota ou Lakota                | Sioux            |
| Enola                         | féminin                     | magnolia ou renard noir                                | Cherokee                               | [réf nécessaire] |
| Etania                        | féminin                     | riche                                                  | [réf nécessaire]                       | [réf nécessaire] |
| Ethete                        | féminin                     | elle rit                                               | Arapaho                                | [réf nécessaire] |
| Eyota                         | féminin                     | la meilleure                                           | [réf nécessaire]                       | Sioux            |
| Falcom                        | [réf nécessaire]            | [réf nécessaire]                                       | [réf nécessaire]                       | [réf nécessaire] |
| Gaagii                        | masculin                    | corneille                                              | [réf nécessaire]                       | Navajos          |
| Gleska                        | [réf nécessaire]            | [réf nécessaire]                                       | [réf nécessaire]                       | [réf nécessaire] |
| Hachi                         | féminin                     | cours d'eau                                            | [réf nécessaire]                       | [réf nécessaire] |
| Halona                        | féminin                     | fortunée ou chanceuse                                  | [réf nécessaire]                       | [réf nécessaire] |
| Hateya                        | féminin                     | trace de pas dans le sable                             | [réf nécessaire]                       | [réf nécessaire] |
| Heta                          | féminin                     | coureuse                                               | [réf nécessaire]                       | [réf nécessaire] |
| Huyana                        | féminin                     | pluie qui tombe                                        | [réf nécessaire]                       | [réf nécessaire] |
| Imala                         | féminin                     | obstinée ou celle qui met en application la discipline | [réf nécessaire]                       | [réf nécessaire] |
| Isha                          | masculin                    | protecteur                                             | [réf nécessaire]                       | [réf nécessaire] |
| Isi                           | féminin                     | cerf                                                   | Choctaw                                | [réf nécessaire] |
| Izusa                         | féminin                     | pierre blanche                                         | [réf nécessaire]                       | [réf nécessaire] |
| Jolan                         | masculin                    | la vallée des chênes anciens ou morts                  | [réf nécessaire]                       | [réf nécessaire] |
| Kachina                       | féminin                     | danseuse sacrée                                        | [réf nécessaire]                       | [réf nécessaire] |
| Kahsha                        | féminin                     | robe de fourrure                                       | [réf nécessaire]                       | [réf nécessaire] |
| Kaliska                       | féminin                     | coyote chassant le cerf                                | [réf nécessaire]                       | [réf nécessaire] |
| Kanda                         | mixte                       | pouvoir magique                                        | [réf nécessaire]                       | [réf nécessaire] |
| Kaniehti:io                   | féminin                     | magnifique neige                                       | Mohawk                                 | [réf nécessaire] |
| Katsitsano'ron                | féminin                     | fleur précieuse                                        | Mohawk                                 | [réf nécessaire] |
| Kaya                          | féminin                     | petite sœur                                            | [réf nécessaire]                       | [réf nécessaire] |
| Kewanee                       | féminin                     | poule de prairie                                       | [réf nécessaire]                       | Potawatomi       |
| Kinta                         | féminin                     | castor                                                 | [réf nécessaire]                       | Chacta           |
| Kiona                         | féminin                     | colline dorée                                          | [réf nécessaire]                       | [réf nécessaire] |
| Kishi                         | féminin                     | nuit                                                   | [réf nécessaire]                       | [réf nécessaire] |
| Kisos                         | féminin                     | soleil                                                 | [réf nécessaire]                       | Abénakis         |
| Kohana                        | féminin                     | blanche                                                | Zuñi                                   | [réf nécessaire] |
| Kwanita                       | masculin                    | les esprits sont bons                                  | Zuñi                                   | Epicène          |
| Leïka                         | féminin                     | cadeau du grand esprit                                 | [réf nécessaire]                       | [réf nécessaire] |
| Lenno                         | masculin                    | homme                                                  | [réf nécessaire]                       | [réf nécessaire] |
| Leotie                        | féminin                     | fleur de prairie                                       | [réf nécessaire]                       | [réf nécessaire] |
| Litonya                       | féminin                     | colibri                                                | [réf nécessaire]                       | Miwok            |
| Lomasi                        | féminin                     | jolie fleur                                            | [réf nécessaire]                       | [réf nécessaire] |
| Lulu                          | féminin                     | lièvre                                                 | [réf nécessaire]                       | [réf nécessaire] |
| Magena                        | féminin                     | lune montante                                          | [réf nécessaire]                       | [réf nécessaire] |
| Mahala                        | féminin                     | femme                                                  | [réf nécessaire]                       | [réf nécessaire] |
| Mansi                         | féminin                     | pinceau indien (espèces florales de Castilljas)        | [réf nécessaire]                       | Hopi             |
| Meika                         | féminin                     | belle âme                                              | [réf nécessaire]                       | [réf nécessaire] |
| Migina                        | féminin                     | lune descendante                                       | Omaha                                  | Sioux            |
| Nahele                        | masculin                    | forêt                                                  | [réf nécessaire]                       | [réf nécessaire] |
| Nahima                        | féminin                     | mystique                                               | [réf nécessaire]                       | [réf nécessaire] |
| Nahimana : variante de Nahima | féminin                     | mystique                                               | [réf nécessaire]                       | [réf nécessaire] |
| Namata                        | féminin                     | épouse de Geronimo                                     | [réf nécessaire]                       | Apache           |
| Nashoba                       | masculin                    | loup                                                   | Choctaw                                | [réf nécessaire] |
| Natane                        | féminin                     | fille ou ma fille                                      | Arapaho                                | Algonquien       |
| Nathorod                      | masculin                    | petit tonnerre le fils de la Terre                     | Wehtake1                               | [réf nécessaire] |
| Naya                          | féminin                     | esprit libre                                           | [réf nécessaire]                       | [réf nécessaire] |
| Nayati                        | mixte                       | guerrier                                               | [réf nécessaire]                       | [réf nécessaire] |
| nhiòte                        | féminin                     | arc-en-ciel                                            | Mohawk                                 | [réf nécessaire] |
| Nirvelli                      | féminin                     | enfant de l'eau                                        | [réf nécessaire]                       | [réf nécessaire] |
| Nita                          | féminin                     | ours                                                   | [réf nécessaire]                       | [réf nécessaire] |
| Nokomis                       | féminin                     | fille de la lune                                       | [réf nécessaire]                       | [réf nécessaire] |
| Nuna                          | féminin                     | pays                                                   | [réf nécessaire]                       | [réf nécessaire] |
| Odina                         | féminin et parfois masculin | montagne                                               | [réf nécessaire]                       | [réf nécessaire] |
| Ohanzee                       | masculin                    | Obscure ou démoniaque ou démon ou mauvaise volonté     | [réf nécessaire]                       | [réf nécessaire] |
| Olathe                        | féminin                     | belle                                                  | [réf nécessaire]                       | Shawnee          |
| Oneida                        | féminin                     | impatiemment attendue                                  | [réf nécessaire]                       | Iroquois         |
| Ozalee                        | féminin                     | ange                                                   | [réf nécessaire]                       | [réf nécessaire] |
| Paco                          | masculin                    | aigle à la tête blanche                                | [réf nécessaire]                       | [réf nécessaire] |
| Papina                        | féminin                     | lierre                                                 | [réf nécessaire]                       | [réf nécessaire] |
| Alita                         | féminin                     | amoureuse des chevaux                                  | [réf nécessaire]                       | [réf nécessaire] |
| Petunia                       | féminin                     | fleur                                                  | [réf nécessaire]                       | [réf nécessaire] |
| Poloma                        | féminin                     | arc                                                    | [réf nécessaire]                       | Chacta           |
| Qedzal                        | [réf nécessaire]            | [réf nécessaire]                                       | [réf nécessaire]                       | [réf nécessaire] |
| Ratonhnhaké:ton               | masculin                    | Vie éraflée                                            | Mohawk                                 | [réf nécessaire] |
| Rowtag                        | féminin                     | feu                                                    | [réf nécessaire]                       | [réf nécessaire] |
| Sacagawea                     | féminin                     | des Shoshones                                          | [réf nécessaire]                       | [réf nécessaire] |
| Sahale                        | masculin                    | au-dessus                                              | [réf nécessaire]                       | [réf nécessaire] |
| Sakari                        | féminin                     | douce                                                  | Inuktitut                              | Inuit            |
| Satinka                       | féminin                     | danseuse magique ?                                     | [réf nécessaire]                       | [réf nécessaire] |
| Shania                        | féminin                     | je suis sur le chemin                                  | [réf nécessaire]                       | [réf nécessaire] |
| Sipi                          | Masculin                    | Rivière                                                | Manawan                                | Atikamekw        |
| Sora                          | féminin                     | oiseau chantant qui prend son envol                    | [réf nécessaire]                       | [réf nécessaire] |
| Tadi                          | masculin                    | vent                                                   | [réf nécessaire]                       | [réf nécessaire] |
| Taima                         | féminin                     | foudre ou fracas du tonnerre                           | [réf nécessaire]                       | [réf nécessaire] |
| Tala                          | féminin                     | louve                                                  | [réf nécessaire]                       | [réf nécessaire] |
| Talasi                        | féminin                     | fleur de maïs                                          | Epicène                                | [réf nécessaire] |
| Tallulah                      | féminin                     | eau bondissante                                        | [réf nécessaire]                       | Choctaw          |
| Tawana                        | féminin                     | [réf nécessaire]                                       | [réf nécessaire]                       | [réf nécessaire] |
| Tekoa                         | masculin                    | magnifique                                             | [réf nécessaire]                       | Cherokee         |
| Tokela                        | masculin                    | renard                                                 | [réf nécessaire]                       | [réf nécessaire] |
| Totem                         | masculin                    | [réf nécessaire]                                       | [réf nécessaire]                       | [réf nécessaire] |
| Tyee                          | masculin                    | chef                                                   | [réf nécessaire]                       | Chinook          |
| Waban                         | masculin                    | vent d'est                                             | [réf nécessaire]                       | [réf nécessaire] |
| Wabognie                      | féminin                     | petite fleur                                           | [réf nécessaire]                       | [réf nécessaire] |
| Wakanda                       | féminin                     | pouvoir magique intérieur                              | Dakota                                 | Sioux            |
| Wakiza                        | masculin                    | guerrier déterminé                                     | [réf nécessaire]                       | [réf nécessaire] |
| Waneta                        | masculin                    | destrier c'est-à-dire cheval de bataille               | Epicène                                | [réf nécessaire] |
| Wapi                          | masculin                    | heureux                                                | [réf nécessaire]                       | [réf nécessaire] |
| Wapikoni                      | féminin                     | fleur                                                  | [réf nécessaire]                       | [réf nécessaire] |
| Wihakayda                     | féminin                     | la petite                                              | [réf nécessaire]                       | [réf nécessaire] |
| Winema                        | féminin                     | femme chef                                             | [réf nécessaire]                       | [réf nécessaire] |
| Winona                        | féminin                     | fille première née                                     | [réf nécessaire]                       | Sioux            |
| Yahto                         | masculin                    | la couleur bleu                                        | [réf nécessaire]                       | [réf nécessaire] |
| Yepa                          | féminin                     | princesse de l'hiver                                   | [réf nécessaire]                       | [réf nécessaire] |
| Yuma                          | masculin                    | fils du chef                                           | Basse-Californie (Mexique)             | Yuman            |
| Zaltana                       | féminin                     | haute montagne                                         | [réf nécessaire]                       | [réf nécessaire] |

## A
- Abey : prénom féminin qui signifie « feuille » - Peuple Sioux, tribu Omaha.
- Abequa : prénom féminin d'origine qui signifie « Fleur » pour une femme - En algonquien.
- Abeytu : prénom féminin qui signifie « feuille verte » - Peuple Sioux, tribu Omaha.
- Adriel : prénom masculin qui signifie « castor » symbole d'adresse.
- Adsila : prénom féminin qui signifie « reste à la maison ».
- Ama : prénom féminin qui signifie « eau » - Peuple Cherokee.
- Amarok :prénom masculin qui signifie « loup ».
- Anoki : prénom masculin qui signifie « comédien ».
- Anaba : prénom féminin qui signifie « elle rentre de la bataille ».
- Angeni : prénom féminin qui signifie « ange » - Dans de nombreuses langues amérindiennes, par exemple en potawatomi ou en ojibwé.
- Aponi : prénom féminin signifiant « papillon ».
- Aquene : prénom féminin qui signifie « paix ».
- Ashaisha : prénom féminin qui signifie « espoir protecteur ».
- Asha : prénom féminin qui signifie « espoir ».
- Atasá:ta : prénom masculin - Peuple Mohawk
- Aiyanna : prénom féminin qui signifie « fleur éternelle ».
- Ayanna : prénom féminin qui signifie « innocence ».

## B
- Bena : prénom féminin d'origine qui signifie « faisan ».
- Bly : prénom masculin qui signifie « grand ».

## C
- Chayton : prénom masculin qui signifie « faucon » - Langues siouanes.
- Canaqueese : prénom masculin - Peuple Mohawk .
- Cheyenne : prénom épicène qui signifie « orateur inintelligible » - Peuple Cheyenne.
- Cheyanne: prénom féminin qui signifie « oratrice inintelligible » - Peuple Cheyenne.
- Chenoa : prénom féminin qui signifie « colombe blanche » - Peuple Cherokee.
- Chilali : prénom féminin qui signifie « oiseau de neige ».
- Chimalis : prénom féminin qui signifie " oiseau bleu ".
- Cholena : prénom féminin qui signifie « oiseau ».
- Chumani : prénom féminin qui signifie « goutte de rosée » - Peuple Sioux.
- Coahoma : prénom féminin qui signifie « panthère rouge » - Peuple Chacta.

## D
- Dena : prénom féminin qui signifie « vallée ».
- Dezba : prénom féminin qui signifie « qui va à la guerre » - Peuple Navajo.
- Doli : prénom féminin qui signifie « oiseau bleu » - Peuple Navajo.
- Donoma : prénom féminin qui signifie « le soleil est là » - Peuple Sioux, tribu Omaha.
- Dyani : prénom féminin qui signifie « cerf ».

## E
- Ehawee : prénom féminin qui signifie « elle rit » - Peuple Sioux, tribus Dakota ou Lakota.
- Enola : prénom féminin qui signifie « magnolia » - "renard noir" en cherokee.
- Etania : prénom féminin qui signifie « riche ».
- Ethete : prénom féminin qui signifie « elle rit » - Tribu Arapaho.
- Eyota : prénom féminin qui signifie « la meilleure » - Peuple Sioux.

## F
- Falcom[réf. nécessaire]

## G
- Gaagii : prénom masculin qui signifie « corneille » - Peuple Navajos
- Gleska.

## H
- Hachi : prénom féminin qui signifie « cours d'eau ».
- Halona : prénom féminin qui signifierait « fortunée » ou « chanceuse ».
- Heta : prénom féminin qui signifie « coureuse ».
- Hateya : prénom féminin qui signifie « trace de pas dans le sable ».
- Huyana : prénom féminin qui signifie « pluie qui tombe ».

## I
- Imala : prénom féminin qui signifierait « obstinée » ou « celle qui met en application la discipline ».
- Isi : prénom féminin qui signifierait « cerf » - Tribu Choctaw.
- nhiòte: prénom féminin qui signifierait "arc-en-ciel" en mohawk.
- Izusa : prénom féminin qui signifie « pierre blanche ».
- Isha : prénom masculin qui signifie « protecteur ».

## J
- Jolan : prénom masculin qui signifie « la vallée des chênes anciens ou morts ».

## K
- Kachina : Prénom féminin qui signifie « danseuse sacrée ».
- Kahsha : prénom féminin qui signifie « robe de fourrure ».
- Kaniehti:io: est un prénom féminin qui signifie "magnifique neige" en langue Mohawk
- Katsitsano'ron: est un pré nom féminin qui signifie «fleur précieuse» en langue Mohawk
- Kaliska : prénom féminin qui signifie « coyote chassant le cerf ».
- Kanda : prénom féminin ou masculin qui signifie « pouvoir magique ».
- Keo :  prénom masculin. Qui signifie guerrier et pierre précieuse.
- Kewanee : prénom féminin qui signifie « poule de prairie » - Peuple Potawatomi.
- Kaya: prénom féminin qui signifie « petite sœur ».
- Kiona : prénom féminin qui signifie « colline dorée ».
- Kinta : prénom féminin d'origine qui signifie « castor » - Peuple Chacta.
- Kishi : prénom féminin qui signifie « nuit ».
- Kohana : prénom féminin qui signifie « blanche » - Tribu Zuñi.
- Kwanita : prénom épicène qui signifie « les esprits sont bons » - tribu Zuñi.
- Kisos : prénom féminin qui signifie « soleil »- Nation Abénakis.

## L
- Leotie : prénom féminin qui signifie « fleur de prairie ».
- Lenno : prénom masculin qui signifie « homme ».
- Litonya : Prénom féminin qui signifie « colibri » - Peuple Miwok.
- Lomasi : prénom féminin qui signifie « jolie fleur ».
- Lulu : prénom féminin qui signifie « lièvre ».
- Leïka:prénom féminin qui signifie «cadeau du grand esprit «

## M
- Magena : prénom féminin qui signifie « lune montante ».
- Mahala : prénom féminin qui signifie « femme ».
- Mansi : prénom féminin qui signifie « pinceau indien » espèces florales de Castilljas - Peuple Hopi.
- Meika : prénom féminin qui signifie « belle âme ».
- Migina : prénom féminin qui signifie « lune descendante » - Peuple Sioux, tribu Omaha.

## N
Nayati prénom mixte qui signifie guerrier 
- Naya: prénom féminin qui signifie « esprit libre »
- Namata : prénom féminin qui signifie « épouse de Geronimo » - Peuple Apache.
- Nahele : prénom masculin qui signifie « forêt ».
- Nahima : prénom féminin qui signifie « mystique ».
- Nahimana : variante de Nahima.
- Natane : prénom féminin qui signifie « fille » ou « ma fille » - Peuples algonquiens, tribu Arapaho.
- Nathorod : prénom masculin qui signifie « petit tonnerre le fils de la Terre » (Wehtake)
- Nashoba : Prénom masculin qui signifie « loup »  - tribu Choctaw
- Nuna : prénom féminin qui signifie « pays ».
- Nirvelli : prénom féminin qui signifie « enfant de l'eau ».
- Nita : prénom féminin qui signifie « ours ».
- Nokomis : prénom féminin qui signifie « fille de la lune ».

## O
- Odina : prénom féminin et parfois masculin qui signifie « montagne ».
- Ohanzee : Prénom masculin qui signifie «Obscure, démoniaque ou démon , mauvaise volonté. ».
- Olathe : prénom féminin qui signifie « belle » - Peuple Shawnee.
- Oneida : prénom féminin qui signifie « impatiemment attendue » - Peuple Iroquois.
- Ozalee : prénom féminin qui signifie « ange ».

## P
- Paco : prénom masculin qui signifie « aigle à la tête blanche ».
- Papina : prénom féminin qui signifie « lierre ».
- Pelipa : prénom féminin signifiant « amoureuse des chevaux ».
- Petunia : prénom féminin qui signifie « fleur ».
- Poloma : prénom féminin qui signifie « arc » - Peuple Chacta.

## Q
- Qedzal

## R
- Ratonhnhaké:ton prénom masculin qui signifie "Vie éraflée" en langue Mohawk
- Rowtag : prénom féminin qui signifie « feu ».

## S
- Sacagawea : prénom d'une amérindienne de la tribu des Shoshones.
- Sahale : prénom masculin qui signifie « au-dessus ».
- Sakari : prénom féminin qui signifie « douce » - Peuple Inuit, pour être précis en Inuktitut, l'un des quatre grands ensembles dialectaux de la langue inuit.
- Satinka : prénom féminin qui signifierait « danseuse magique ».
- Sora : prénom féminin qui signifie « oiseau chantant qui prend son envol ».
- Shania : prénom féminin qui signifie « je suis sur le chemin »

## T
- Tadi : prénom masculin qui signifie « vent ».
- Taima : prénom féminin qui signifie « foudre » ou « fracas du tonnerre ».
- Tala : prénom féminin signifiant « louve ».
- Talasi : prénom épicène signifiant « fleur de maïs ».
- Tallulah : prénom féminin qui signifie « eau bondissante » - Peuple Choctaw.
- Tawana : prénom féminin signifiant « créée ».
- Tekoa : prénom masculin qui signifie « magnifique » - Peuple Cherokee.
- Tokela : prénom qui signifie « renard ».
- Totem : prénom masculin.
- Tyee : prénom masculin qui signifie « chef » - Peuple Chinook.

## W
- Wabognie : petite fleur
- Waban : prénom masculin qui signifie « vent d'est ».
- Waneta : prénom épicène qui signifie « destrier », c'est-à-dire cheval de bataille.
- Wakanda : prénom féminin des indiens Dakota qui signifie « pouvoir magique intérieur » - Peuple Sioux.
- Wapi : prénom masculin qui signifie « heureux ».
- Wapikoni : prénom féminin qui signifie « fleur » .
- Wakiza : prénom masculin qui signifie « guerrier déterminé ».
- Wihakayda : prénom féminin qui signifie « la petite ».
- Winema : prénom féminin qui signifie « femme chef ».
- Winona : prénom féminin qui signifie « fille première née » - Peuple Sioux.

## Y
- Yahto : prénom masculin qui signifie la couleur « bleu ».
- Yepa : prénom féminin qui signifie « princesse de l'hiver ».
- Yuma : prénom masculin qui signifie « fils du chef » - Peuple Yuman, nord-amérindiens originaires de Basse-Californie (Mexique).

## Z
- Zaltana : prénom féminin qui signifie « haute montagne »